# Valeria Cappellotto
Valeria Cappellotto, née le 28 janvier 1970 à Noventa Vicentina dans la province de Vicence en Vénétie et morte le 17 septembre 2015 à Marano Vicentino (Vénétie), est une coureuse cycliste italienne. Elle a notamment été championne d'Italie sur route en 1999.

## Biographie
Elle participe en 1992 pour l'Italie aux épreuves sur route des Jeux olympiques de Barcelone où elle se classe 17e ; huit ans plus tard, aux Jeux olympiques de Sydney elle se classe 31e. Elle représenta l'Italie à plusieurs reprises aux championnats du monde, et obtint son meilleur classement (5e place) à Vérone en 1999.
Elle est la sœur d'Alessandra Cappellotto.

## Palmarès
- 1991
  - 2e du championnat d'Italie sur route
- 1992
  - 3e du championnat d'Italie sur route
  - 17e de la course en ligne des Jeux olympiques
- 1995
  - Trofeo Alfredo Binda-Comune di Cittiglio
  - 2e du championnat d'Italie sur route
- 1996
  - Trofeo Alfredo Binda-Comune di Cittiglio
- 1997
  - 3e du championnat d'Italie sur route
- 1998
  - Tour de Toscane féminin-Mémorial Michela Fanini
- 1999 
  -  Championne d'Italie sur route
- 2000
  - 31e de la course en ligne des Jeux olympiques

## Classements mondiaux
| Année                                 | 2000 |
| ------------------------------------- | ---- |
| Classement UCI                        | 90e  |
|                                       |      |
| Légende : nc = non classéSource : UCI |      |